# Rio São João (Acre)
O rio São João é um curso de água do estado do Acre, Brasil. 